# Liste der Stolpersteine auf Formentera

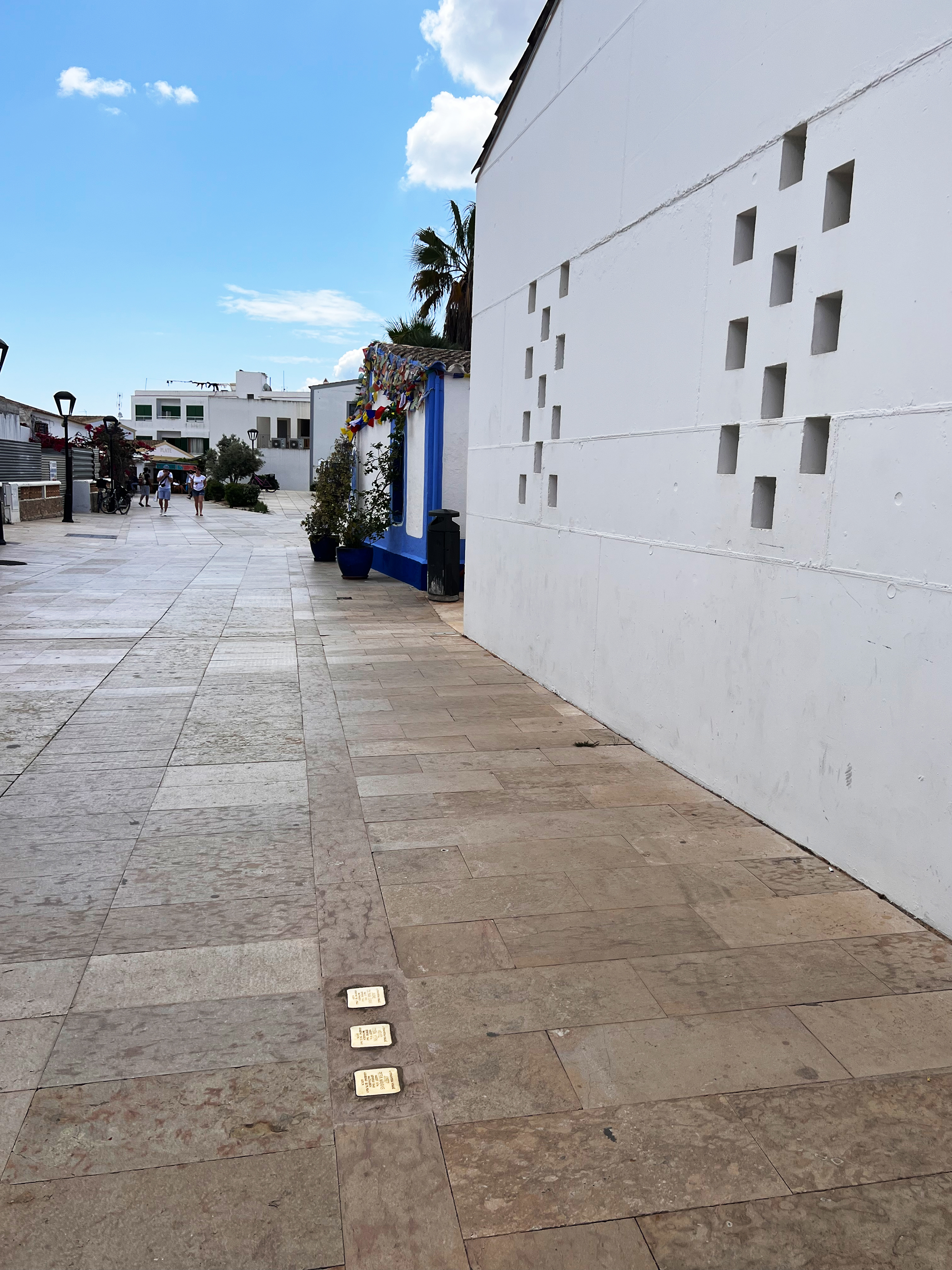
Stolpersteine in Sant Francesc Xavier-Formentera

Die Liste der Stolpersteine auf Formentera enthält die Stolpersteine auf der spanischen Insel Formentera, Teil der Balearen, die vom Kölner Künstler Gunter Demnig verlegt wurden. Stolpersteine erinnern an das Schicksal der Menschen, die von den Nationalsozialisten ermordet, deportiert, vertrieben oder in den Suizid getrieben wurden. Sie liegen im Regelfall vor dem letzten selbstgewählten Wohnsitz des Opfers.
Die ersten Verlegungen in Spanien erfolgten am 9. April 2015 in Navàs und El Palà de Torroella, auf Formentera am 18. Februar 2023. Die katalanische Übersetzung des Begriffes Stolpersteine lautet: pedres que fan ensopegar. Auf Spanisch werden sie piedras de la memoria (Erinnerungssteine) genannt.

## Verlegte Stolpersteine
Auf Formentera wurden fünf Stolpersteine verlegt.
| Stolperstein | Übersetzung                                                                                                  | Verlegeort                                                              | Name, Leben |
| ------------ | --- | ----------------------------------------------------------------------- | --- |
|              | IN FORMENTERA LEBTE JAUME COLOMAR JUAN GEBOREN 1912 DEPORTIERT 1940 MAUTHAUSEN ERMORDET 10.1.1942 GUSEN      | Centre Artesà de Formentera Antoni Tur “Gabrielet” Sant Francesc Xavier | Jaume Colomar Juan wurde am 5. Februar 1912 auf Formentera geboren. Er wurde Matrose und diente auf einem Küstenschiff. Im Jahr 1940 wurde er deportiert, zuerst in das Stammlager VII A in Moosburg an der Isar, von dort am 5. August 1940, mit dem ersten Konvoi spanischer Republikaner, in das KZ Mauthausen und von schließlich ein halbes Jahr später, am 17. Februar 1941 in das KZ Gusen, wo ihm die Gefangenennummer 10.271 zugeteilt. Jaume Colomar Juan wurde dort am 10. Januar 1942 ermordet. |
|              | IN FORMENTERA LEBTE MIQUEL COSTA YERN GEBOREN 1914 DEPORTIERT 1940 MAUTHAUSEN ERMORDET 15.12.1941 GUSEN      | Centre Artesà de Formentera Antoni Tur “Gabrielet” Sant Francesc Xavier | Miquel Costa Yern wurde am 17. November 1904 auf Formentera geboren. Mit dem Schiff Miguel Pequeño gelang ihm im September 1936 die Flucht und er schloss sich den Republikanern an. Er wurde schließlich verhaftet und in das Stammlager VII A in Moosburg an der Isar überstellt. Am 5. August 1940 wurde er von Moosburg mit dem ersten Deportationszug spanischer Republikaner in das KZ Mauthausen überstellt, wo er am Folgetag ankam und mit der Nummer 3451 registriert wurde. Am 17. Februar 1941 wurde er zur Zwangsarbeit in das Nebenlager Gusen überstellt. Dort wurde ihm die Gefangenennummer 10.275 zugeteilt. Miquel Costa Yern überlebte das Jahr 1941 nicht, wurde am 15. Dezember 1941 in Gusen ermordet. |
|              | IN FORMENTERA LEBTE ANTONI PLANELLS GUASCH GEBOREN 1913 DEPORTIERT 1940 MAUTHAUSEN ERMORDET 16.11.1941 GUSEN | Plaça de s'Església Sant Ferran de Ses Roques                           | Antoni Planells Guasch wurde am 7. April 1913 auf Formentera geboren. Er wurde aus Straßburg nach Mauthausen deportiert, wo er am 13. Dezember 1940 registriert wurde. Am 24. Januar 1941 wurde er in das KZ Gusen überstellt und mit der Nummer 9.580 registriert. Antoni Planells Guasch überlebte das Jahr nicht, er wurde am 16. November 1941 ermordet wurde. |
|              | IN FORMENTERA LEBTE JOSEP RIERA MAYANS GEBOREN 1914 DEPORTIERT 1940 MAUTHAUSEN ERMORDET 30.11.1941 GUSEN     | Centre Artesà de Formentera Antoni Tur “Gabrielet” Sant Francesc Xavier | Josep Riera Mayans wurde am 25. August 1914 auf Formentera geboren. Mit dem Schiff Miguel Pequeño gelang ihm im September 1936 die Flucht und er schloss sich den Republikanern an. Er wurde schließlich verhaftet und in das Stammlager VII A in Moosburg an der Isar überstellt. Am 5. August 1940 wurde er von Moosburg mit dem ersten Deportationszug spanischer Republikaner in das KZ Mauthausen überstellt, wo er am Folgetag registriert wurde. Am 17. Februar 1941 wurde er zur Zwangsarbeit in das Nebenlager Gusen überstellt. Dort wurde ihm die Gefangenennummer 10.273 zugeteilt. Josep Riera Mayans wurde am 30. November 1941 in Gusen ermordet.                                                              |
|              | IN FORMENTERA LEBTE JAUME ROIG MAYANS GEBOREN 1912 DEPORTIERT 1940 MAUTHAUSEN ERMORDET 29.7.1941 GUSEN       | Casa del Poble La Mola                                                  | Jaume Roig Mayans wurde am 25. Juli 1912 in Formentera geboren. Er war Seemann. Er wurde verhaftet und zuerst in das Stammlager VII A in Moosburg an der Isar deportiert. Von dort wurde er am 5. August 1940, mit dem ersten Konvoi spanischer Republikaner, in das KZ Mauthausen überstellt und schließlich ein halbes Jahr später, am 17. Februar 1941, zur Zwangsarbeit in das KZ Gusen, wo er die Gefangenennummer 10.050 zugeteilt bekam. Jaume Roig Mayans wurde ebendort am 29. Juli desselben Jahres ermordet. |

## Verlegedatum
- 18. Februar 2023